# Forme parabolique
En mathématiques, une forme parabolique ou  cuspidale (selon l'anglais cusp form) est une forme modulaire vérifiant des conditions d'annulation aux pointes.
Une forme modulaire {\displaystyle f} pour le groupe modulaire {\displaystyle \Gamma =\mathrm {PSL} (2,\mathbb {Z} )} est parabolique si {\displaystyle f} tend vers zéro pour {\displaystyle \mathrm {Im} \,z\to \infty }, car la courbe modulaire {\displaystyle \mathbb {H} /\Gamma } n'a qu'une seule pointe (où {\displaystyle \mathbb {H} } désigne le plan hyperbolique). Dans ce cas, une condition équivalente pour être parabolique est que la série de Fourier de {\displaystyle f} est de la forme 
{\displaystyle f(z)=\sum _{n>0}a_{n}e^{2\pi inz}=\sum _{n>0}a_{n}q^{n}}
avec {\displaystyle q=e^{2\pi iz}}. L'annulation des {\displaystyle a_{n}} pour {\displaystyle n<0} signifie que {\displaystyle f} est une forme modulaire holomorphe. L'annulation de {\displaystyle a_{0}} la rend parabolique.

## Forme parabolique de poids donné
Ici on considère les formes paraboliques pour le groupe modulaire {\displaystyle \Gamma =\mathrm {PSL} (2,\mathbb {Z} )}. La définition implique que le poids d'une forme parabolique non-nulle est nécessairement pair. La dimension de l'espace vectoriel des formes paraboliques de poids {\displaystyle k=2m\in \mathbb {Z} } peut être calculée avec le théorème de Riemann-Roch. Le résultat vaut {\displaystyle \left[{\frac {m}{6}}\right]-1} si {\displaystyle m\equiv 1\ \mathrm {mod} \ 6} et {\displaystyle \left[{\frac {m}{6}}\right]} sinon. Ainsi, les plus petits poids pour lesquels existent des formes paraboliques non-triviaux sont
{\displaystyle k=12,16,18,20,22,26},
et dans chacun de ces cas, la forme parabolique est unique à multiplication par un complexe près.
Par exemple, l'unique forme parabolique de poids 12 (à multiplication par un complexe près) est le discriminant modulaire
{\displaystyle \Delta (z)=(2\pi )^{12}\sum _{n=1}^{\infty }\tau (n)\,{\mathrm {e} }^{2\pi inz}},
dont les coefficients de Fourier {\displaystyle \tau (n)} définissent la fonction tau de Ramanujan.